# Poligon za rolkanje
Poligon za rolkanje (med rolkarji znan kot skejt park) je poligon, na katerem so postavljeni objekti, narejeni za rolkanje. Mnogokrat se da v poligonih za rolkanje voziti tudi s BMX kolesi in rolerji. Najpogostejši objekti so zidki (namenjeni drsenju), skakalnice in razne rampe.
Poligoni za rolkanje so lahko zasebni ali v javni lasti. Zasebni imajo po navadi vstopnino, medtem ko je javni nimajo. Veliko pokritih poligonov (v zgradbah) je zasebnih, ker njihovo vzdrževanje zahteva veliko sredstev. Pokriti poligoni so po navadi zgrajeni na območjih z daljšimi obdobji snega ali dežja. Ker vzdrževanje zunanjih poligonov ne zahteva skoraj nič sredstev, so veliko bolj privlačni za javne investitorje (občine).
Največji poligon na svetu je leta 2005 zgradila Kitajska in obsega 500.000 kvadratnih čevljev (46.452 kvadratnih metrov).

## Zgodovina
Ko je rolkanje doseglo večjo priljubljenost in je bilo vedno težje najti prazen bazen, so v Kaliforniji začeli nastajati prvi poligoni, ki so posnemali tak teren. Skozi čas so se iz teh prvotnih posnemanj bazenov razvili half-pipei, poligoni pa so, v skladu s trendi v rolkanju, začeli vključevati objekte, ki so bili kopija uličnih objektov. Po navadi so poligoni skoraj v celoti iz betona (značilen za krivine, ker jih je iz lesa težje oblikovati) ali lesa (objekte lahko naredi vsak doma), kombinacije med materialoma niso najbolj pogoste.
Med rolkarji velja prepričanje, da večina modernih poligonov ne odseva potreb skupnosti in slabo posnemajo ulične objekte. Velik korak v tej smeri pomenijo »rolkarski trgi« (sleng skejt plaza), ki so ulični parki, zgrajeni izključno za rolkanje. Zato so popolno posnemanje uličnih objektov. Edini argument proti izgradnji rolkarskim trgom je, da v njih ni krivin ali drugih objektov za vertikalno rolkanje, ki tako še dodatno izgublja popularnost.

## Spornost
Rolkarski poligoni so problemtični predvsem zaradi celodnevne razsvetljave, hrupa (povzročajo ga toliko kot povprečna cesta), zbiranja »punk najstnikov« in grafitov. Čeprav so rolkarji večinoma navdušeni nad grafiti, te barve puščajo za sabo zelo spolzko podlago.
Značilen je tudi konflikt med rolkarji in BMX kolesarji, ker lahko BMX kolesa zelo poškodujejo objekte. Novejši materiali bi naj bili odporni proti tem poškodbam. BMX kolesarji prav tako ubirajo različne linije kot rolkarji, kar velikokrat vodi do trčenja. V Sloveniji to zaničevanje ni vkoreninjeno in med BMX kolesarji in rolkarji vlada solidarnost.
Večje sovraštvo rolkarji gojijo do rolerjev, ki bi jim naj »ukradli« trike in stil. Prav tako so rolkarji mnenja, da je rolanje neprimerno lažje (in zato tudi bolj priljubljeno) kot rolkanje. Te vrste sovraštvo je prisotno tudi v Sloveniji, vendar ima drugačen izvor. Večina poligonov za rolkanje, zgrajenih v Sloveniji je veliko bolj primerna za rolerje kot rolke, čeprav zanje v večini primerov zaprosijo prav rolkarji.

## Poligoni za rolkanje v Sloveniji
V Sloveniji prevladujeta dva izdelovalca poligonov: Metaless, ki izdeluje objekte iz železa in trde plastike in novejše podjetje Varis , ki objekte izdeluje iz betona. Ker po mnenju mnogih rolkarjev objekti teh izdelevalcev še vedno niso popolni, čeprav vozni, in ker so tako dragi, da je za njihovo pridobitev potrebno financiranje iz bogatejših virov (običajno občine), veliko manjših poligonov naredijo rolkarji sami.
Dolgo časa je bil najpomembnejši poligon za rolkanje v Sloveniji v Novi Gorici, v novejši zgodovini pa je daleč najbolj opevan poligon za rolkanje v Kopru. Zelo dober primer poligona, ki so ga naredili rolkarji sami, je tisti v Ajdovščini  in v Gornji Radgoni . Slednji ne dosega zaslužene slave, ker si ga rolkarji delijo z rolerji. V Ljubljana so v tovarni Rog rolkarji naredili prvi v Sloveniji in največji pokriti poligon na Balkanu, ki so ga s prenovo Roga izgubili. Namesto tega so aprila 2024 odprli novi park pod tribunami stadiona Stožice. Edini drugi pokrit objekt je mini-ramp v rolkarski prodajalni Freak Chick v Mariboru.